# Rosenmund-von-Braun-Reaktion
Die Rosenmund-von-Braun-Reaktion ist eine Namensreaktion der organischen Chemie und dient der Herstellung von Arylnitrilen aus Arylhalogeniden. 1919 wurde sie von Karl Wilhelm Rosenmund entdeckt und 1931 von Julius von Braun modifiziert.

## Übersichtsreaktion
Die Herstellung von Arylnitrilen (z. B. Benzonitril) aus Arylhalogeniden (z. B. Phenylbromid) verläuft unter Zusatz eines Überschusses an Kupfer(I)-cyanid in einem polaren, hochsiedenden Lösungsmittel (z. B. Pyridin, Dimethylformamid (DMF), Nitrobenzol) unter Rückfluss:
Die Rosenmund-von-Braun-Reaktion ist eine nukleophile aromatische Substitutionsreaktion und ist mit der Sandmeyer-Reaktion, die unter radikalischen Bedingungen verläuft, verwandt. Ebenso weist sie Ähnlichkeiten mit der Stephens-Castro-Kupplung auf.

## Mechanismus
Ein möglicher Mechanismus – hier am Beispiel von Phenylbromid erklärt – kann durch die Bildung einer Cu(III)-Spezies verstanden werden. Es verläuft nach einem zweistufigen Additions-Eliminierungs-Mechanismus wie es bei nukleophilen aromatischen Substitutionen oft der Fall ist. Der erste Schritt beinhaltet die oxidative Addition des Phenylbromids (1) mit der katalytisch aktiven Cu(I)-Spezies im Kupfercyanid. Das entstandene Cu(III)-Intermediat 2 reagiert durch reduktive Eliminierung zum Phenylcyanid (3) und Kupferbromid.